# Áno Zervochóri
Áno Zervochóri är en ort i Grekland.   Den ligger i prefekturen Nomós Imathías och regionen Mellersta Makedonien, i den norra delen av landet, 300 km norr om huvudstaden Aten. Áno Zervochóri ligger 19 meter över havet och antalet invånare är 727.
Terrängen runt Áno Zervochóri är platt. Runt Áno Zervochóri är det ganska tätbefolkat, med 72 invånare per kvadratkilometer. Närmaste större samhälle är Véroia, 14,7 km söder om Áno Zervochóri. Trakten runt Áno Zervochóri består till största delen av jordbruksmark.